# 寶天曼龍屬
寶天曼龍屬（屬名：Baotianmansaurus）是蜥腳下目巨龍形類恐龍的一屬。化石發現於中國河南省的白堊紀晚期地層。模式種是河南寶天曼龍（B. henanensis），是在2009年由河南地質博物館的張興遼和中国地質科學院的吕君昌等人所研究、命名。

## 外部連結
- DinoData - Baotianmansaurus henaensis （页面存档备份，存于）